# Ultraviolette katastrofe
Den ultraviolette katastrofe var et problem i fysikken, hvor strålingen fra et sortlegeme - dvs. varmestråling - blev forudset af Rayleigh-Jeans' strålingslov til at være uendelig stor. Navnet blev første gang brugt af Paul Ehrenfest i 1911. Problemet blev endeligt løst af Max Planck med hans egen strålingslov, i det han for første gang introducerede kvantemekanikken til at forklare strålingen. Det er fra denne lov, at Plancks konstant kommer.